# Kahuzi-Biega nationalpark
Kahuzi-Biéga nationalpark ligger i Kivu-regionen i den østlige del af Demokratiske Republik Congo, nær Kivusøen og grænsen til Rwanda. Parken, som omfatter 6.000 km², blev etableret i 1970, og blev et verdensarvsområde i 1980. Den er en af de vigtigste lokaliteter for  den kritisk truede arten bjerggorilla (Gorilla beringei beringei).
Parken ligger mellem 1.800 og 3.400 moh., og har sit navn efter to uddøde vulkaner: Mount Kahuzi (3.308 m) og Mount Biéga (2.790 m). Parken består af to områder, forbundet med en korridor. Den østlige del, i Mitumbabjergene vest for Kivusøen, udgør 60.000 ha. I denne del ligger de to vulkaner som har givet parken dens navn. Den vestlige del, i dalen til Congofloden, er næsten ti gange så stor: 525.000 hektar. Vegetationen omfatter blandt andet regnskov, bjergregnskov og bambus.
Parken huser 194 arter af pattedyr og 224 fuglearter. Den kendte amerikanske biolog Dian Fossey startede sine studier i gorillaer i dette område, før hun siden fortsatte i Rwanda. På grund af krig i området er antallet gorillaer gået tilbage, og parken er siden 1997 opført på listen over truede verdensarvssteder.